# 迪迪埃·迪纳尔
迪迪埃·迪纳尔（法語：Didier Dinart，1977年1月18日—），法国男子手球运动员。他曾代表法国参加2000年、2004年、2008年和2012年夏季奥林匹克运动会手球比赛，共获得二枚金牌。